# Nyizsnyevartovszk
Nyizsnyevartovszk (oroszul Нижневартовск) város Oroszországban, Hanti- és Manysiföldön. A Nyizsnyevartoszki járás székhelye.

## Fekvése
Hanti- és Manysiföld keleti részén terül el, az Ob folyó partján. Területe 271 319 km².[forrás?]

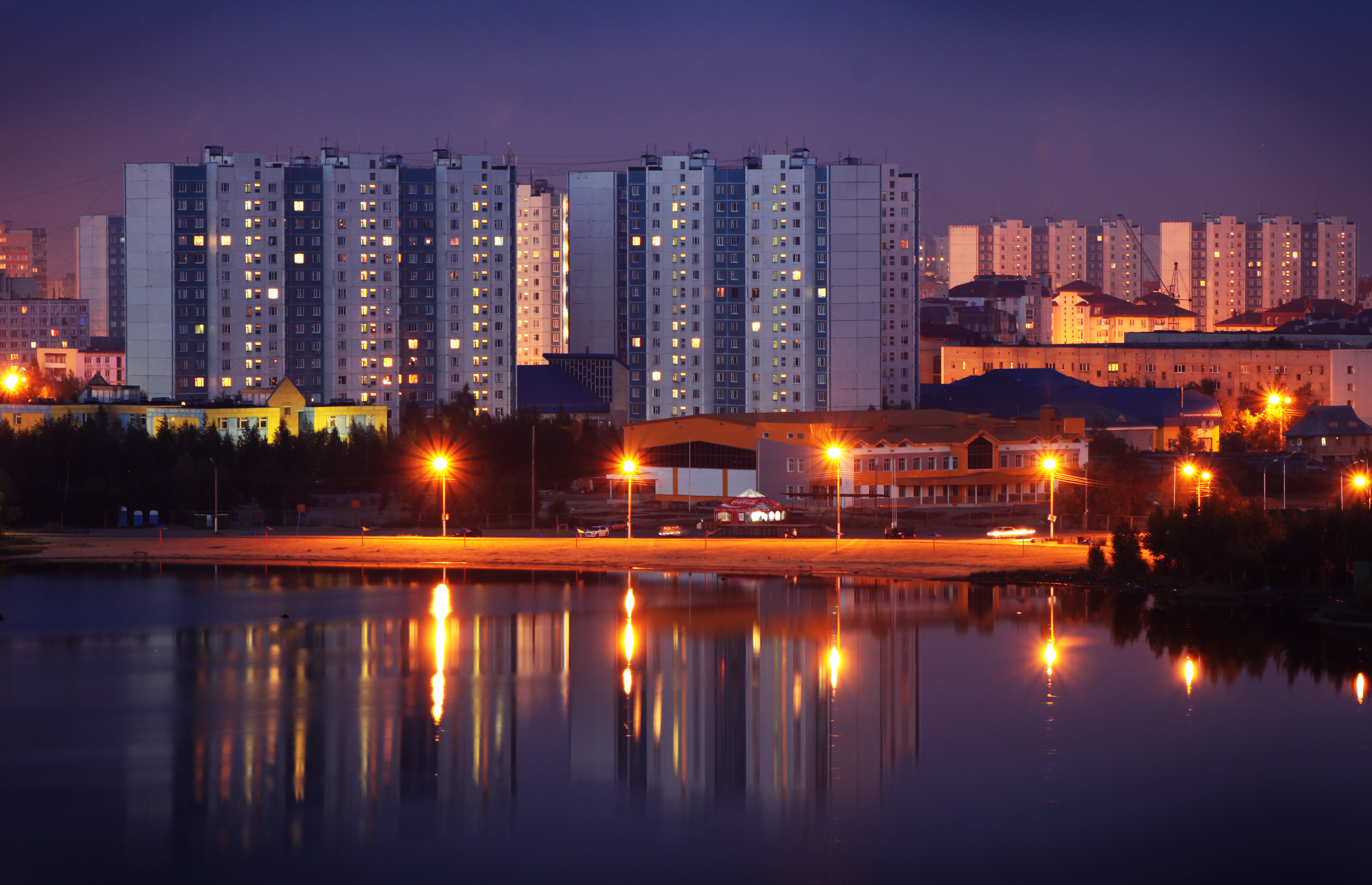

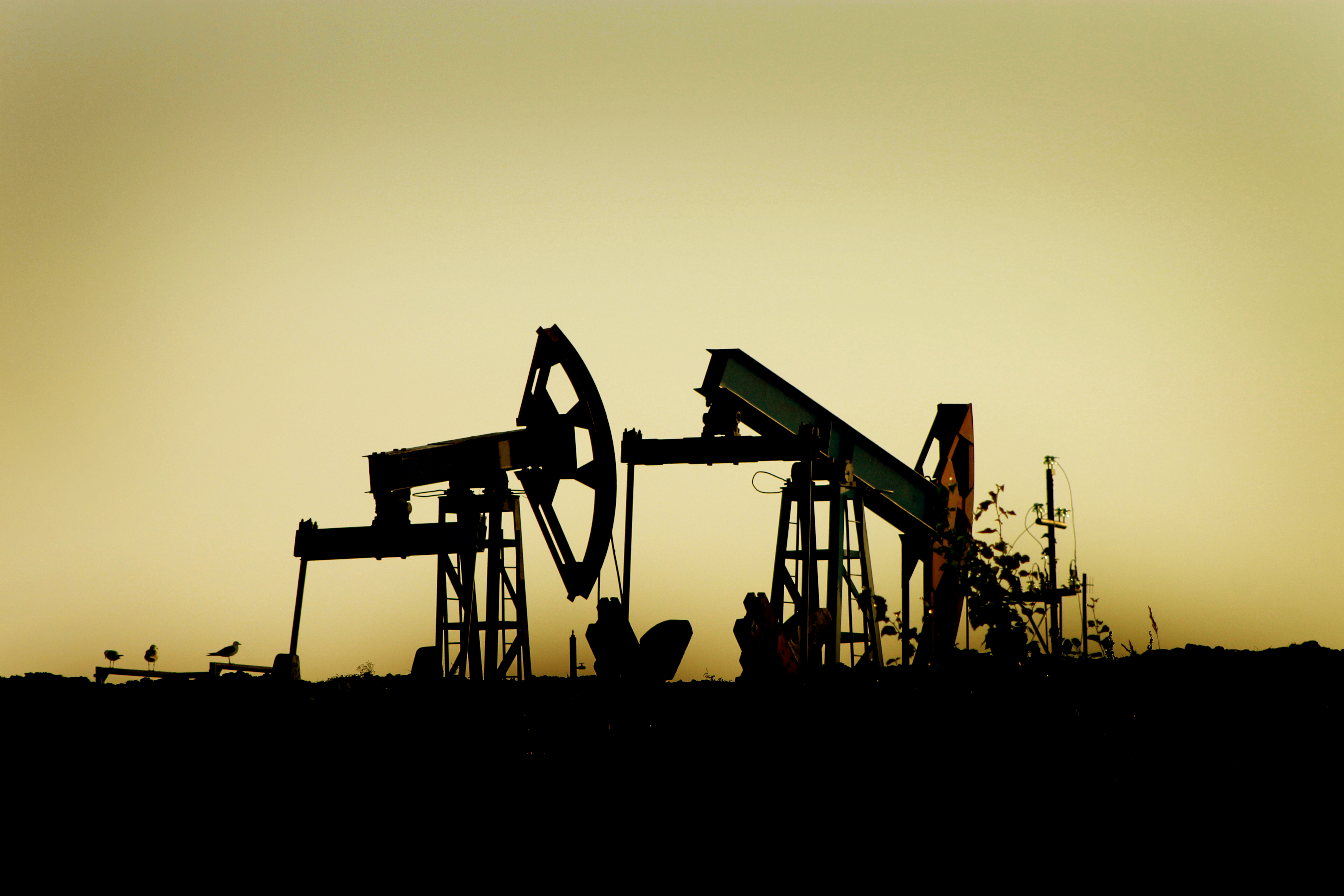

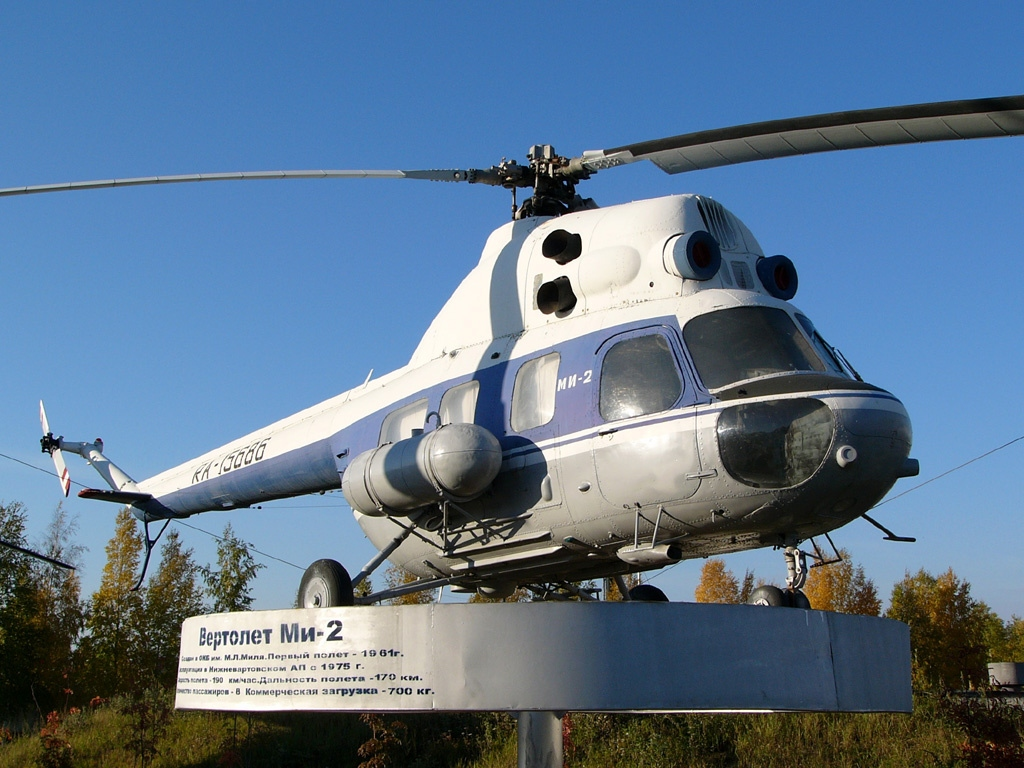
Mi-2 helikopter a repülőtér repülési múzeumában

## Éghajlat
A januári hidegrekord –52 °C. A Jeges-tenger felől mindig érkeznek hideg szelek.

## Történelem
1909-ben alapították. Az 1960-as években itt fedezték fel az ország legnagyobb olajmezőjét (Szamotlor). 1972-ben a település városi rangot kapott. Napjainkban a nyugat-szibériai olajtermelő régió központja.
Testvérvárosa a franciaországi Marseille és a kínai Sanghaj.

## Lakosság
Népsűrűsége 928 fő/km². Lakossága 251 694 fő.

## Repülőtér
Nyizsnyevartovszk repülőtere (Аэропорт Нижневартовск) Oroszország tizenötödik legforgalmasabb repülőtere.

## A település a filmekben, irodalomban
- Érintőlegesen említve szerepel Nyizsnyevartovszk (pontosabban a Varázslatos Nyizsnyevartovszk című, minden bizonnyal fiktív útikönyv) Kőhalmi Zoltán magyar humorista első, A férfi, aki megølt egy férfit, aki megølt egy férfit című regényében (a harmadik rész 8. fejezetében).